# バスケットボールオーストリア代表
バスケットボールオーストリア代表(Austria national basketball team)は、オーストリアバスケットボール連盟によって編成され国際大会に派遣されるバスケットボールのナショナルチームである。

## 歴史
1951年にユーロバスケット初出場。以後1950年代に出場を重ねるが、1977年を最後に出場が途切れる。

## 主な国際大会成績

### 夏季オリンピック
- 出場なし

### 世界選手権
- 出場なし

### ユーロバスケット
- 11位：1951年

## 主な選手
- ヤコブ・ポエートル